# Teatro Universitário Cláudio Barradas
O Teatro Universitário Cláudio Barradas (TUCB) é um teatro experimental localizado dentro do complexo arquitetônico da Escola de Teatro e Dança da Universidade Federal do Pará (ETDUFPA), no bairro do Umarizal em Belém, Pará. Seu nome é uma homenagem ao ator, professor, dramaturgo e padre Cláudio Barradas, um dos fundadores da ETDUFPA.

## Histórico
Inaugurado em 19 de junho de 2009, o TUCB serve não somente à comunidade acadêmica da Universidade Federal do Pará como um centro de ensino, pesquisa e extensão voltado para as artes cênicas, mas a todos os grupos artísticos da cidade, que ali têm um espaço reconfigurável para suas apresentações.

## Especificações técnicas
O TUCB possui 170 cadeiras e 35 "praticáveis" (plataformas móveis) que podem ser dispostos em 9 configurações ("estudos") de palcos e plateias diferentes, dado a natureza experimental do espaço:
- Estudo 1: cadeiras ao nível do chão e em praticáveis. Capacidade para 128 lugares;
- Estudo 2: cadeiras ao nível do chão. Capacidade para 136 lugares;
- Estudo 3: cadeiras ao nível do chão e em praticáveis. Capacidade para 104 lugares;
- Estudo 4: cadeiras em praticáveis. Capacidade para 128 lugares;
- Estudo 5: espaço dividido em dois segmentos; cadeiras ao nível do chão e em praticáveis com 56 e 71 lugares respectivamente;
- Estudo 6: cadeiras ao nível do chão e em praticáveis. Capacidade para 125 lugares;
- Estudo 7: cadeiras ao nível do chão e em praticáveis. Capacidade para 92 lugares;
- Estudo 8: cadeiras ao nível do chão e em praticáveis. Capacidade para 92 lugares;
- Estudo 9: cadeiras ao nível do chão e em praticáveis. Capacidade para 105 lugares.